# Stănești (Giurgiu)
Stănești es una comuna ubicada en el distrito de Giurgiu, Rumania.

## Superficie
Cuenta con una superficie de 95,89 kilómetros cuadrados.

## Demografía
Hasta 2021 la población era de 2548 habitantes, con una densidad de población de 26,57 habitantes por kilómetro cuadrado.